# Miška, Serёga i ja
Miška, Serёga i ja (Мишка, Серёга и я) è un film del 1961 diretto da Jurij Sergeevič Pobedonoscev.